# James Robinson (fantino)
James Robinson (22 giugno 1794 – 15 gennaio 1873) è stato un fantino britannico.

## Biografia
Ebbe una carriera di corse che durò dal 1817 fino al 1852, montando i vincitori di 24 Gare Classiche britanniche. Le sue sei vittorie nel Derby di Epsom stabilirono un record che non fu superato fino a quando Lester Piggott vinse il suo settimo Derby nel 1976, più di un secolo dopo. Il suo record di nove vittorie nelle 2000 Guineas Stakes rimane ineguagliato. Robinson, che era spesso chiamato "Jem", si ritirò dalle gare dopo un infortunio nel 1852.
Robinson sviluppò uno stile con una postura bassa e accovacciata, specialmente nel finale. Questo era più vicino allo stile moderno introdotto in Inghilterra dai piloti americani come Tod Sloan alla fine del XIX secolo e in contrasto con la maggior parte dei fantini dell'epoca che tendevano a stare seduti e dritti in posizione rigida. Anche per gli standard del suo tempo, Robinson faceva un uso frequente e vigoroso del frustino, facendo persino sanguinare alcune delle sue montature. Un cavallo di nome Ardrossan fu così tanto colpito che più tardi attaccò Robinson durante l'addestramento e il fantino sfuggì per un pelo a gravi ferite.
Robinson registrò la sua prima grande vittoria al Derby di Epsom del 1817 su Azor, un cavallo che era stato iscritto alla gara per dare il ritmo ad un compagno più sicuro. Nel 1824 vinse sia il Derby di Epsom su Cedric e gli Oaks Stakes su Augusta, la stessa settimana del suo matrimonio. Vinse di nuovo il Derby su Middleton nel 1825 e Mameluke nel 1827. Nel 1828 ha guidato Cadland, il vincitore delle 2000 Guineas Stakes, ad un caldissimo finale con The Colonel nel Derby. La gara venne decisa da un run-off che ha visto Robinson superare ampiamente il fantino Bill Scott per andare a vincere la gara per la quinta volta. Robinson ha guidato il suo ultimo vincitore del Derby nel 1836, quando si è associato a Bay Middleton per una vittoria di due lunghezze su Bill Scott sul cavallo Gladiator.
Nel 1852 Robinson si infortunò in una caduta a Newmarket, quando un puledro di due anni di nome Feramorz sbandò alla partenza di una gara: la staffa in pelle di Robinson si spezzò e fu gettato a terra, fratturandosi il femore sinistro, la clavicola e diverse costole. L'infortunio alla gamba non guarì mai totalmente, rendendolo incapace di cavalcare e costringendolo al ritiro dalle competizioni.